# Balléville
Balléville és un municipi francès, situat al departament dels Vosges i a la regió del Gran Est. L'any 2007 tenia 110 habitants.

## Demografia

### Població
El 2007 la població de fet de Balléville era de 110 persones. Hi havia 44 famílies, de les quals 12 eren unipersonals (12 dones vivint soles i 12 dones vivint soles), 12 parelles sense fills i 20 parelles amb fills.
La població ha evolucionat segons el següent gràfic:
Habitants censats

### Habitatges
El 2007 hi havia 48 habitatges, 39 eren l'habitatge principal de la família, 3 eren segones residències i 5 estaven desocupats. 46 eren cases i 2 eren apartaments. Dels 39 habitatges principals, 34 estaven ocupats pels seus propietaris, 4 estaven llogats i ocupats pels llogaters i 1 estava cedit a títol gratuït; 1 tenia una cambra, 3 en tenien tres, 10 en tenien quatre i 25 en tenien cinc o més. 33 habitatges disposaven pel capbaix d'una plaça de pàrquing. A 17 habitatges hi havia un automòbil i a 21 n'hi havia dos o més.

### Piràmide de població
La piràmide de població per edats i sexe el 2009 era:
| Homes | Edats   | Dones |
| ----- | ------- | ----- |
| 0     | 95 o +  | 0     |
| 0     | 90 a 94 | 0     |
| 0     | 85 a 89 | 3     |
| 0     | 80 a 84 | 0     |
| 0     | 75 a 79 | 1     |
| 1     | 70 a 74 | 2     |
| 2     | 65 a 69 | 1     |
| 2     | 60 a 64 | 2     |
| 2     | 55 a 59 | 3     |
| 4     | 50 a 54 | 3     |
| 1     | 45 a 49 | 1     |
| 4     | 40 a 44 | 1     |
| 9     | 35 a 39 | 6     |
| 2     | 30 a 34 | 8     |
| 2     | 25 a 29 | 2     |
| 1     | 20 a 24 | 2     |
| 0     | 15 a 19 | 3     |
| 8     | 10 a 14 | 4     |
| 7     | 5 a 9   | 8     |
| 3     | 0 a 4   | 3     |

## Economia
El 2007 la població en edat de treballar era de 75 persones, 52 eren actives i 23 eren inactives. De les 52 persones actives 46 estaven ocupades (22 homes i 24 dones) i 6 estaven aturades (3 homes i 3 dones). De les 23 persones inactives 7 estaven jubilades, 12 estaven estudiant i 4 estaven classificades com a «altres inactius».
Activitats econòmiques
Dels 3 establiments que hi havia el 2007, 1 era d'una empresa alimentària, 1 d'una empresa de construcció i 1 d'una entitat de l'administració pública.
L'únic servei als particulars que hi havia el 2009 era un electricista.
L'any 2000 a Balléville hi havia 4 explotacions agrícoles.

## Equipaments sanitaris i escolars
El 2009 hi havia una escola maternal integrada dins d'un grup escolar amb les comunes properes formant una escola dispersa.

## Poblacions més properes
El següent diagrama mostra les poblacions més properes.